# 钱逢胜
钱逢胜（1964年10月—），安徽省安庆市怀宁县人，原九三学社社员。毕业于上海财经大学会计学专业并留校任教。曾任上海财经大学副教授。因涉及性骚扰女學生丑闻，2019年12月9日上海财经大学将钱逢胜开除并撤销其教师资格。
钱逢胜曾担任多家公司独立董事。性骚扰丑闻曝光后，钱逢胜辞去了所担任的5家公司的董事职位。